# Gasteranthus delphinioides
Gasteranthus delphinioides là một loài thực vật có hoa trong họ Tai voi. Loài này được (Seem.) Wiehler mô tả khoa học đầu tiên năm 1975.